# Anders Herman Warén
Anders Herman Warén (né en 1945) est un zoologiste suédois spécialisé dans les invertébrés, en particulier les mollusques (famille des Eulimidae).

## Biographie
Il est titulaire d'un doctorat en biologie de l'Université de Göteborg. Il y est assistant de recherche au Département de zoologie de 1979 à 1984 et devient ensuite le premier conservateur du Département des invertébrés au Muséum suédois d'histoire naturelle de Stockholm. Il est spécialisé dans la faune de mollusques d'eau profonde, les mollusques à coquille de l'Atlantique Nord et des milieux chimioautotrophe.
Il participe à de nombreuses expéditions en mer dans le monde entier, notamment dans les mers tropicales du Pacifique qu'il a commentées dans son ouvrage : Warén, A. (1992) : "Comments on and descriptions of eulimid gastropods from tropical west America". The Veliger 35 : 177-194.
Il décrit et nomme plusieurs centaines d'espèces de mollusques nouvelles pour la science. Il est également le descripteur de la famille des Ebalidae, aujourd'hui considérée comme la sous-famille des Ebalidae.
L'abréviation Warén est utilisée pour reconnaître Anders Herman Warén en taxonomie en zoologie.